# Provincia di Hadjer-Lamis
La provincia di Hadjer-Lamis è una delle province del Ciad. Il capoluogo è Massakory.

## Suddivisioni amministrative
La provincia è divisa nei seguenti dipartimenti:
| Dipartimento   | Capoluogo | Sottoprefetture                     |
| -------------- | --------- | ----------------------------------- |
| Dababa         | Bokoro    | Bokoro, Gama, Maïgana, Arboutchatak |
| Ngoura         | Ngoura    | Ngoura, Moïto, Karme                |
| Dagana         | Massakory | Karal, Massakory, Tourba Moïto      |
| Haraze Al Biar | Massaguet | Mani, Massaguet, N'Djamena Fara     |